# 吉田拓也
吉田 拓也（よしだ たくや、1998年〈平成10年〉5月3日 - ）は、日本の俳優。

## 人物
- 好きな色は緑色、蛍光黄色。

## 出演

### 舞台
- ジュエルステージ「オンエア！」 -  橘 央太 役
  - ジュエルステージ「オンエア！」[1]（2022年6月3日 - 12日、シアターGロッソ）
  - ジュエルステージ「オンエア！」〜Unit Story side Hot Blood〜（2023年10月5日 - 10月29日、Mixalive TOKYO 6F Theater Mixa）
- ミュージカル『テニスの王子様』4thシーズン 青学vs六角（2023年7月15日 - 23日、TACHIKAWA STAGE GARDEN / 7月28日 - 8月6日、COOL JAPAN PARK OSAKA WWホール / 8月18日 - 20日、名古屋文理大学文化フォーラム（稲沢市民会館） 大ホール / 8月26日 - 9月3日、日本青年館ホール）[2] - テニミュボーイズ
- Casual Meets Shakespeare「MACBETH SC」（2024年9月26日 - 10月6日、新宿村LIVE）[3]
- 志立彩色学園アイドル科（2025年2月11日 - 16日、バルスタジオ）[4]
- 噺家噺（2025年4月2日 - 6日、CBGKシブゲキ!!）[5]